# 梅本勝
梅本 勝（うめもと まさる、1963年3月5日。- ）は、日本のラグビー指導者。現在倉敷高校ラグビー部監督を務めている。広島県尾道市出身。

## 略歴
高校からラグビーを始めた。
尾道商業高校卒業後、大阪体育大学、マツダを経て、1990年、江の川（現：石見智翠館）高校ラグビー部初代監督に就任。関西の中学生ラガーを国内留学で集めて、就任2年目となる1991年度の第71回全国高等学校ラグビーフットボール大会で早くも初出場。県内常勝化だけでなく全国大会でも通用するチームに育て上げる。
2001年、故郷にある尾道高校ラグビー部初代監督に就任。創部3年目となる2004年度の第84回全国高等学校ラグビーフットボール大会で初出場を果たし、2014年度の第94回全国高等学校ラグビーフットボール大会では監督生活最高の準決勝まで駒を進める。
2019年には3校目のラグビー部立ち上げとなる倉敷高校ラグビー部初代監督に就任。就任3年目となる2021年度の第101回全国高等学校ラグビーフットボール大会で初出場を果たす。